# Венцлова, Антанас
Анта́нас Ве́нцлова (лит. Antanas Venclova; 7 января 1906, д. Тремпиняй, Любавская волость, Кальварийский уезд, Сувалкская губерния, Царство Польское, Российская империя — 28 июня 1971, Вильнюс, Литовская ССР, СССР) — литовский поэт, прозаик, критик, переводчик, государственный деятель. Лауреат Сталинской премии второй степени (1952). Народный писатель Литовской ССР (1965). Член ВКП(б) (с 1950).

## Биография
Антанас Томасович Венцлова родился 7 января 1906 года в деревне Тремпиняй (ныне Мариямпольского уезда Литвы) в семье крестьянина. В 1925 году окончил среднюю школу в г. Мариамполе и до 1929 года служил в департаменте земельной реформы в Каунасе. В 1932 году окончил факультет гуманитарных наук Университета Витаутаса Великого в Каунасе. В 1933—1934 годах преподавал в средней школе Каунаса; в 1934—1939 годах — Клайпеды.
В 1930—1931 годах входил в литературную группу третьефронтовцев и редактировал литературный журнал «Трячас фронтас» („Trečias frontas“; «Третий фронт»). В 1934 году вместе с П. Цвиркой издал памфлет «Адольф Гитлер. Карьера диктатора». А.Венцлова и П.Цвирка были женаты на родных сёстрах. В 1936 году посетил СССР. В 1939 году после передачи по ультиматуму Клайпеды нацистской Германии возвратился в Каунас, где стал преподавателем в мужской гимназии «Аушра» и одновременно редактором альманаха «Прошвайсте» («Проблеск»). Однако весной 1940 года за антифашистское стихотворение «Сквозь дым войны», напечатанное в этом журнале, А. Венцлова по прямому указанию А. Сметоны был уволен со службы.
В 1940 году был депутатом Народного сейма. Участник сессии ВС СССР в Москве, принявшей Литву в состав СССР. На оригинале «Декларации о вхождении Литвы в состав Союза Советских Социалистических Республик», как и на других декларациях «Народного сейма», стоит его подпись рядом с подписями председателя «Народного сейма» Л. Адомаускаса, заместителей председателя М. Гедвиласа и Ю. Григалавичюса и секретаря П. Цвирки.
В 1940—1943 годах народный комиссар просвещения Литовской ССР, в 1944—1946 годах — доцент Каунасского Государственного университета. Член-корреспондент АН Литовской ССР (1949). Член ЦК КП Литовской ССР. В 1950 написал текст гимна Литовской ССР. Депутат ВС Литовской ССР[когда?]. Депутат ВС СССР 1—5 созывов (1941—1962). В 1954—1959 годах председатель Союза советских писателей Литовской ССР. Член секретариата СП СССР. Член Советского Комитета защиты мира.
Отец поэта, переводчика и диссидента Томаса Венцловы. Дед кинорежиссёра и медиахудожника Андрюса Венцлова.
Умер 28 июня 1971 года. Похоронен в Вильнюсе на Антакальнисском кладбище.

## Творчество
Литературной деятельностью занимался с 1926 года. Первые сборники стихов «В сумеречных переулках» (1926) и «На улицах светает» (1927). Выступил с критикой литовского буржуазного общества и мещанства. Опубликовал на литовском языке сборники рассказов «Дорога в Литву» (1942), «Из военного блокнота» (1943), «Дерево и его побеги» (1948), «Рассказы», «Берёзы в бурю» (1930) и др; книги стихов «Там, где яблоня высокая» (1945), «Зов Родины» (1942), «Молодость страны» (1948), «Стихи», «Избранное» (1950); очерки и статьи «Герой Советского Союза Марите Мельникайте» (1943), «Путевые впечатления» (1949), «Голуби мира» (1952) и др. На русском языке были изданы сборники стихотворений «Родное небо» (1944), «Край Немана» (1948), «Марите. Очерк о Герое Советского Союза Марите Мельникайте». Роман из студенческой жизни «Дружба» (1936) и сборник рассказов «Ночь» (1939) носили реалистический характер. Роман «День рождения» об установлении Советской власти в Литве. Автобиографическая трилогия («Весенняя река», «В поисках молодости», «Буря в полдень», 1964—1969). А. Венцлова — автор литературно-критических работ, военных и путевых очерков.
А. Венцлова перевёл на литовский язык ряд произведений русской классической и советской литературы и иностранных писателей: роман в стихах «Евгений Онегин», поэму «Медный всадник», трагедию «Борис Годунов», роман «Арап Петра Великого» и «Повести покойного Ивана Петровича Белкина» А. С. Пушкина, «Белеет парус одинокий» В. П. Катаева, «Народ бессмертен» Василия Гроссмана, произведения Максима Горького («Мои университеты»), Н. С. Тихонова, П. Г. Тычины, Тараса Шевченко «Заповит», «Сон», «Кавказ», «Катерина», Янки Купалы (в том числе «А кто там идёт?»), Якуба Коласа, Максима Танка, Петруся Бровки и других.
Очерк Антанаса Венцлова, под названием «Наша Марите», был включён в сборник «Молодые герои Великой Отечественной войны», составителем которого являлся Василь Быков. В сборник также были включены произведения Фёдора Самохина «Кровью сердца», Леонида Леонова «Твой брат Володя Куриленко», Геннадия Фиша «Карельские девушки» и др.
Произведения переводились на латышский, польский, русский, украинский и другие языки.

## Память
- В Вильнюсе по адресу улица Паменкальнё (Pamėnkalnio g. 34) в бывшей квартире писателя, где он проживал в 1945—1971 годах, действует мемориальный Дом-музей семьи Венцловы. В экспозиции музея представлен рабочий кабинет Антанаса Венцловы, отражающий быт литовской интеллигенции 1940-х—1950-х годов[9].

## Награды и премии
- Сталинская премия второй степени (1952) — за стихотворный сборник «Избранное» («Ринктине») (1951)
- Государственная премия Литовской ССР (1960) — за роман «День рождения»
- орден Ленина (1950)
- орден Октябрьской Революции (1971)
- орден Трудового Красного Знамени (1954)[10]
- орден Отечественной войны II степени
- ещё один орден и медали
- народный писатель Литовской ССР (1965).